# جو كونينغهام (لاعب كرة قاعدة)
جو كونينغهام (بالإنجليزية: Joe Cunningham)‏ هو لاعب كرة قاعدة أمريكي، ولد في 27 أغسطس 1931 في باترسون في الولايات المتحدة.

## وصلات خارجية
- جو كونينغهام على موقع دوري كرة القاعدة الرئيسي (الإنجليزية)
- جو كونينغهام على موقعبيزبول رفرنس.كوم (الدوري الرئيسي) (الإنجليزية)
- جو كونينغهام على موقعبيزبول رفرنس.كوم (الدوري الثانوي) (الإنجليزية)
- جو كونينغهام على موقع مشجعي الرسوم البيانية (الإنجليزية)